# Ville conquise
Pour plus de détails, voir Fiche technique et Distribution.
Ville conquise (City for Conquest) est un film américain réalisé par Anatole Litvak et sorti en 1940.

## Synopsis
Amoureux de Peggy Nash, Danny Kenny se fait boxeur pour la conquérir. Celle-ci veut devenir danseuse et prend contact avec un certain Burns pour monter un numéro. Danny lui demande de quitter cet homme. Elle refuse. Au cours d'un combat, il devient aveugle.

## Fiche technique
- Titre : Ville conquise
- Titre original : City for Conquest
- Réalisation : Anatole Litvak
- Scénario : John Wexley, d'après un roman de Aben Kandel
- Chef opérateur : James Wong Howe, Sol Polito
- Musique : Max Steiner
- Costumes : Howard Shoup
- Direction artistique : Robert M. Haas
- Montage : William Holmes
- Production : Hal B. Wallis, William Cagney, Anatole Litvak pour Warner Bros
- Durée : 104 minutes
- Date de sortie : 
  - États-Unis : 21 septembre 1940
  - France : 7 mai 1947

## Distribution
- James Cagney (VF : Paul Lalloz) : Danny Kenny
- Ann Sheridan (VF : Vivette Galy) : Peggy Nash
- Arthur Kennedy : Eddie Kenny, le frère de Danny
- Anthony Quinn (VF : Raymond Loyer) : Murray (VF : Maurice) Burns
- Frank Craven (VF : Camille Guérini) : le vieil homme
- Donald Crisp (VF : Jean Brochard) : Scotty MacPherson
- Frank McHugh (VF : Robert Dalban) : 'Mutt'
- George Tobias (VF : Fernand Rauzena) : 'Pinky'
- Jerome Cowan : 'Dutch'
- Elia Kazan : 'Googi'
- George Lloyd (VF : Marcel Rainé) : 'Goldie'
- Lee Patrick (VF : Lita Recio) : Gladys
- Blanche Yurka : Mrs Nash, la mère de Peggy
- Joyce Compton : Lilly
- Thurston Hall (VF : Pierre Morin) : Max Leonard
- Charles Lane (VF : Henri Ebstein) : Al, l'impresario du couple danseur
- Sam Hayes (VF : Claude Péran) : lui-même
- Wade Boteler (VF : Antoine Balpêtré) : un agent de police
- Murray Alper (VF : Jean Clarieux) : le chauffeur de taxi
- Bob Steele (VF : Claude Péran) : Kid Callahan
- Joseph Crehan : un médecin

Non crédités :
- Ward Bond : le policier qui demande au vieil homme de circuler
- Dudley Dickerson : le portier
- Frank Faylen : le chef d'orchestre et présentateur
- Edward Gargan : Joe, le contremaître
- Margaret Hayes : Sally
- Victor Kilian
- Lee Phelps : l'annonceur sur le ring
- Frank Wilcox : un invité à la fête
- William Marshall : l'homme dans la loge de Peggy
- Charles C. Wilson : l'homme derrière MacPherson au combat

## Autour du film
Jean Negulesco collabora au film sans être crédité.